# Melo amphora
Melo amphora (nomeada, em inglês, diadem volute, melon shell, giant melon, giant Australian melon, northern baler, giant baler, giant Australian baler, ou Australian baler; na tradução para o português diadem, melon e baler significando respectivamente "diadema" ou "meia-coroa", "melão" ou "baldeadora"; em alemão, Diadem-Walzenschnecke) é uma espécie de molusco gastrópode marinho pertencente à família Volutidae da ordem Neogastropoda. Foi classificada como Voluta amphora por John Lightfoot, em 1786, na obra A Catalogue of the Portland Museum, lately the property of the Dutchess Dowager of Portland, deceased; which will be sold by auction by Mr. Skinner & Co.; também ali dividindo outros espécimes do mesmo animal como Voluta cithara ou Voluta haustrum (no gênero Voluta). Sua distribuição geográfica abrange o Pacífico Ocidental, no Sudeste Asiático e Oceania, entre a Indonésia e o sul da Nova Guiné até o leste e oeste da Austrália setentrional (Austrália Ocidental, Território do Norte e Queensland). Possui dimensões extremas e dentre as conchas de Volutidae, particularmente nos gêneros Melo e Cymbium, pode ser considerada a mais gigantesca, atingindo até 55 centímetros de comprimento, porém sendo mais comuns os espécimes com até 30 centímetros.

## Descrição da concha
Concha pesada com espiral baixa, quase plana e com protoconcha arredondada, hemisférica, de cerca de quatro voltas, muito aparente nos espécimes juvenis e posteriormente cercada por projeções espiniformes estreitas, longas e espaçadas, que se reduzem até desaparecerem na última volta dos espécimes adultos. Abertura larga e arredondada, dotada de lábio externo fino; columela um pouco arqueada, com três fortes pregas; canal sifonal curto e alargado, para abrigar o longo sifão do animal. Sua superfície apresenta coloração creme com manchas e pontos brancos ou linhas axiais mais escuras, em zigue-zague ou com manchas bastante variáveis e, muitas vezes, com duas grossas faixas espirais de manchas castanhas mais escuras e espaçadas. Abertura da cor do pêssego, branca, rosada ou alaranjada. Um fino perióstraco castanho obscurece amplamente sua cor e padrão, quando em vida; com o pé do molusco sendo desprovido de opérculo.

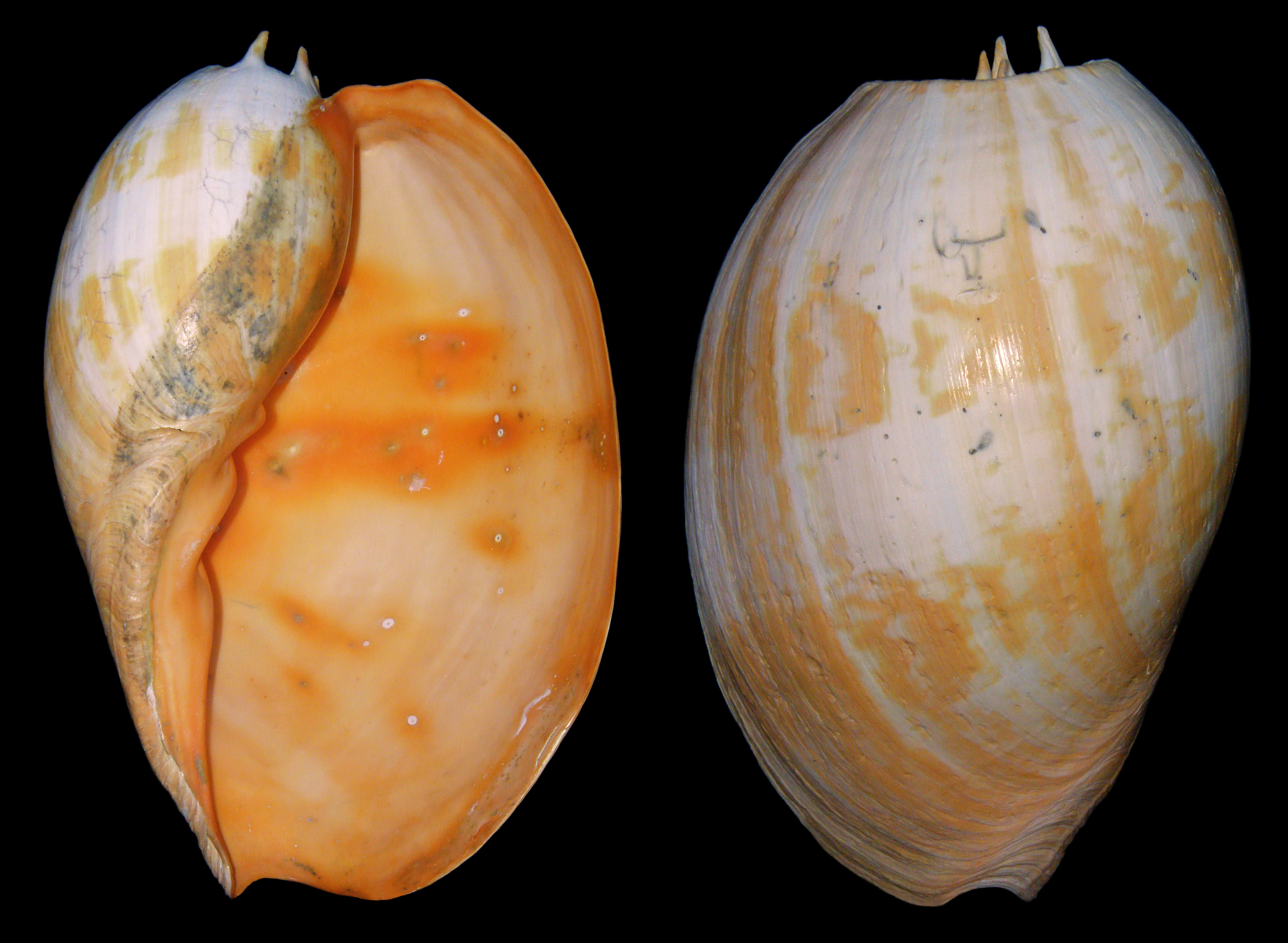
Vista inferior (esquerda) e superior (direita) de uma grande concha (42 cm.) de M. amphora ([Lightfoot, 1786]); espécime de Madura, na Indonésia.

## Habitat e hábitos
É encontrada em costas arenosas do litoral à zona nerítica até os 10 metros de profundidade, sendo uma espécie com hábitos noctívagos de caça e carnivoria, incluindo a caça de outros Volutidae, Turbinidae, vieiras e Charonia, enterrando-se durante o dia.
- Vídeo de um M. amphora ([Lightfoot, 1786]) movendo-se através do coral na maré baixa em Queensland, Austrália.

## Uso humano
Usado como alimento por pescadores nativos, Melo amphora, como seu descritor específico (amphora; do grego antigo ἀμφορεύςː ânfora) e sua nomenclatura vernácula (baler) indicam, teve tradicionalmente a sua concha sendo utilizada como recipiente de água para socorrer as tripulações dos aborígenes australianos em canoas que navegavam entre as ilhas do estreito de Torres; posteriormente a sua concha sendo utilizada no comércio de souvenirs e para o colecionismo.